# AS-102

أي-102 أو اس.أي-7  (SA-7) هو الإقلاع الثاني لصاروخ ساتورن حاملا مركبة قيادة تقليد أعطتها ناسا اسم Boilerplate في برنامج أبولو. كان ذلك في عام 1965.

## الغرض
الإقلاع أي-102 كان بغرض إعادة الإقلاع أي-101 خيث قوم الصاروخ ساتورن بحمل نظاما شكليا يسمى boilerplate 15 بمركبة القيادة ووحدة الخدمة Command and Service Module التي ستحمل رواد الفضاء إلى القمر. وكان الفرق بين النظام Boilerplate 13 المستخدم في أي-101 ونظام Boilerplate 15 المستخدم هنا هو تزويد النظام 15 بنظام لضبط محركات الصاروخ لتسجيل درجة حرارة المحركات ودرجة اهتزازها. والفرق الثاني أن نظام الإنقاذ على أي-102 سوف يقوم بعمله بواسطة تشغيل صاروخ الإنقاذ. استخدم الإقلاع أي-102 النظام الشكلي لمركبة الفضاء المسمى boilerplate BP-15.
وما هوأهم من ذلك أن في التجربة أي-102 سيحمل الصاروخ حاسوبا قابلا للضبط من الأرض بعكس ما كان ساريا في الاختبارات السابقة أن حمل الصاروخ جهازا مبرمجا جاهزا غير قابل للتغيير أثناء الطيران.

## تكوين وحدة المركبة (BP-15)
يتكون النموذج Boilerplate من نظام إنقاذ تيعمل بصاروخ صغير يبلغ طوله 7و4 متر وتركيبة حامل طولها 3 متر تحمل مركبة القيادة القمعية الشكل Command Module ذات قاعدة قطر 9و3 متر وارتفاع 6و3 متر بالإضافة إلى وحدة خدمة Service module أسطوانية بقطر 9و3 متر وارتفاع 6و3 متر. وكان ذلك الجزء مثبت أعلى المرحلة الثانية لصاروخ ساتورن 1.
تتعادل وحدة المركبة الشكلية الموصوفة أعلاه مع الوحدة الحقيقية المأهولة من حيث المقاييس والوزن ومركز الثقل. [مركبة القيادة ووحدة الخدمة يشكلان سويا الوحدة التي تسافر إلى القمر]. وقد زود النموذج ب 133 مقياس لقياس درجة الحرارة، والشحن الكهربي الغير مرغوب فيه، ودرجة الارتجاج وكذلك قياس ديناميكا الطيران. وتقوم أجهزة القياس هذه بإرسال قراءتها إلى مركز القيادة الفضائية على الأرض. وبلغ وزن ذلك النموذج 6و16 طن وارتفاعه 24,4 متر فوق المرحلة الثانية للصاروخ ساتورن 1.

## التجهيز للإقلاع
وردت مرحلتي الصاروخ يومي 7 و 12 يونيو 1964 إلى مركز كنيدي للفضاء حيث شيدت على منصة الإقلاع رقم 37B. ثم اكتشف شرخ شعري في المحرك رقم 6 مما أدي إلى فك جميع المحركات وارسالها إلى المصنع لإجلفحصها. وواجه كاقم المهندسون على الأرض تلك الصعوبة لأول مرة مع صاروخ من نوع ساتورن 1. وأدى ذلك إلى تأجيل الإقلاع لمدة أسبوعين. ثم جاء اعصاري كليو و دورا فتسببا في تأخير إضافي لمدة عدة أيام.

## الإقلاع

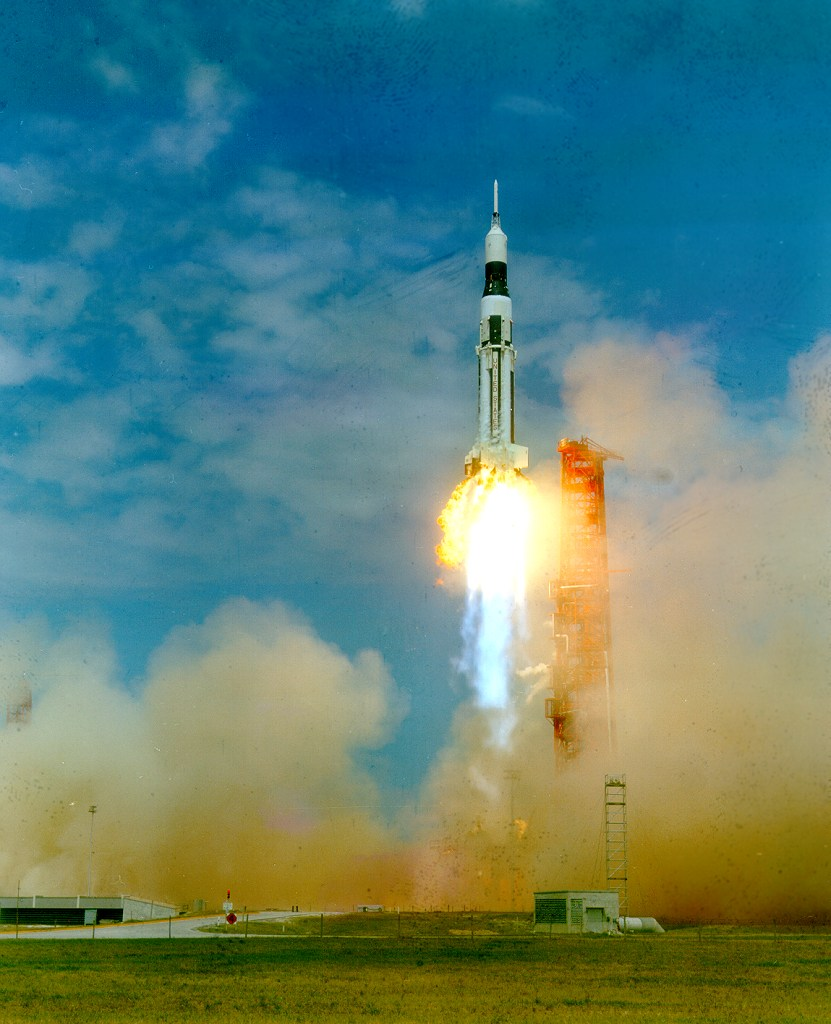
اقلاع أي-102 يوم 18 سبتمبر 1964.

اقلع الصاروخ بتاريخ 18 سبتمبر 1964 في تمام الساعة 16:22 بالتوقيت العالمي المنسق. ثم فصلت المرحلة الأولى بعد فترة اشتعال لمدة 148 ثانية، وبدأت المرحلة الثانية العمل بعد 7و1 ثانية لاحقة. وبعد 10 ثوان انفصل نظام الإنقاذ طبقا للتخطيط.
بعد 10 دقائق و 21 ثانية من الانطلاق وكل الصاروخ إلى مدار حول الأرض مشابها للمدار الذي سيتخذه رواد الفضاء مستقبلا عند ذهابهم إلى القمر، المدار الذي ينطلقون منه إلى القمر. قام النموذج بخمس دورات حول الإرض ووصلت قياسات مستمرة من 131 مقياس إلى الأرض.
وبعد 59 دورة حول الأرض سقط الصاروخ محترقا في الجو يوم 22 سبتمبر فوق المحيط الهندي.

## تأثير نتائج الإقلاع على برنامج أبولو
تحققت جميع معطيات ذلك الاختبار. وتحققت ميزات محركات الصاروخ ساتورن وأجهزة التوجيه والمكونات البنائية. كذلك عمل نظام الإنقاذ بنجاح وأثبت أنه مناسب تماما لكبسولة الفضاء.
وكان الشيء الوحيد الذي أخفق خلال تلك الاختبار عو عدم سقوط ال 8 كاميرات التي صورت عمليات انفصال المراحل في المكان المختار لها حيث وقعت تحت طائلة الإعصار جلاديس ، ثم انقطعت مجهودات البحث عنهم. وبعد شهرين عثر على اثنتان منهم وكانت الأفلام فيهما في حالة جيدة.
خصصت الثلاثة رحلات القادمة لإطلاق أقمارا صناعية من نوع بيجاسوس لدراسة الشهب الصغيرة.

## اقرأ أيضا
- أبولو 8
- أبولو 10
- أبولو 11
- نيل أرمسترونج
- قائمة بعثات أبولو

## وصلات خارجية
- The Apollo Spacecraft: A Chronology
- http://nssdc.gsfc.nasa.gov/database/MasterCatalog?sc=1964-057A
- Moonport: A History of Apollo Launch Facilities and Operations
- http://science.ksc.nasa.gov/history/apollo/sa-7/sa-7.html
- Stages to Saturn